# Matthew Kaye
Matthew Kaye (New York, 26 juni 1974) is een Amerikaans halftijds professioneel worstelaar en commentator die vooral bekend is van zijn tijd bij World Wrestling Entertainment als Matt Striker, van 2005 tot 2013.
Tijdens zijn periode bij WWE, was hij als worstelaar lid van New Breed (2007), voltijds worstelcommentator (2008 tot 2011) en van 2011 tot 2013 had hij verscheidene rollen zoals backstage interviewer, gastheer van bepaalde worstelprogramma's en co-commentator.

## In worstelen
- Finishers
  - Golden Rule
  - Happy Monkey Submission
  - Overdrive

- Signature moves
  - Double knee backbreaker
  - Facewash
  - Hangman's neckbreaker
  - Reverse DDT
  - Scoop slam
  - Single leg Boston crab
  - Skayde Lock (Standing STF)
  - Swinging neckbreaker
  - Thumb poke to the eye

- Bijnamen
  - "The Modern Marvel"
  - "Hot Stuff"
  - "Macho Man"
  - "Your Teacher" (WWE/ECW)
  - "The Extreme Educator"

- Worstelaars gemanaged
  - Big Daddy V
  - Mark Henry

## Prestaties
- Assault Championship Wrestling
  - ACW Tag Team Championship (1 keer met Scotty Charisma)

- Connecticut Championship Wrestling
  - CCW Heavyweight Championship (1 keer)

- East Coast Wrestling Association
  - ECWA Tag Team Championship (1 keer met Ace Darling)

- New York Wrestling Connection
  - NYWC Heavyweight Championship (1 keer)
  - NYWC Interstate Championship (1 keer)
  - NYWC Tag Team Championship (1 keer)

- Premier Wrestling Federation
  - PWF Tag Team Championship (1 keer met Josh Daniels)

- Total Professional Wrestling
  - TPW Light Heavyweight Championship (1 keer)
  - TPW Tag Team Championship (1 keer met Red Flair)

- USA Pro Wrestling
  - USA Pro New York State Championship (1 keer)
  - USA Pro Tag Team Championship (3 keer; 2x met Simon Diamond en 1x met Rahul Kay)

- World of Unpredictable Wrestling
  - WUW Continental Championship (1 keer

- World Wrestling Entertainment
  - Slammy Award
    - "Announce Team" of the Year (2008: met Todd Grisham)

- Wrestling Observer Newsletter awards
  - Best Television Announcer (2008)